# Wiay Island, Highland
Wiay Island är en ö i Storbritannien.   Den ligger i kommunen Highland och riksdelen Skottland, i den nordvästra delen av landet, 800 km nordväst om huvudstaden London. Arean är 2,2 kvadratkilometer.
Terrängen på Wiay Island är platt. Öns högsta punkt är 53 meter över havet. Den sträcker sig 1,9 kilometer i nord-sydlig riktning, och 1,8 kilometer i öst-västlig riktning.